# أنقو

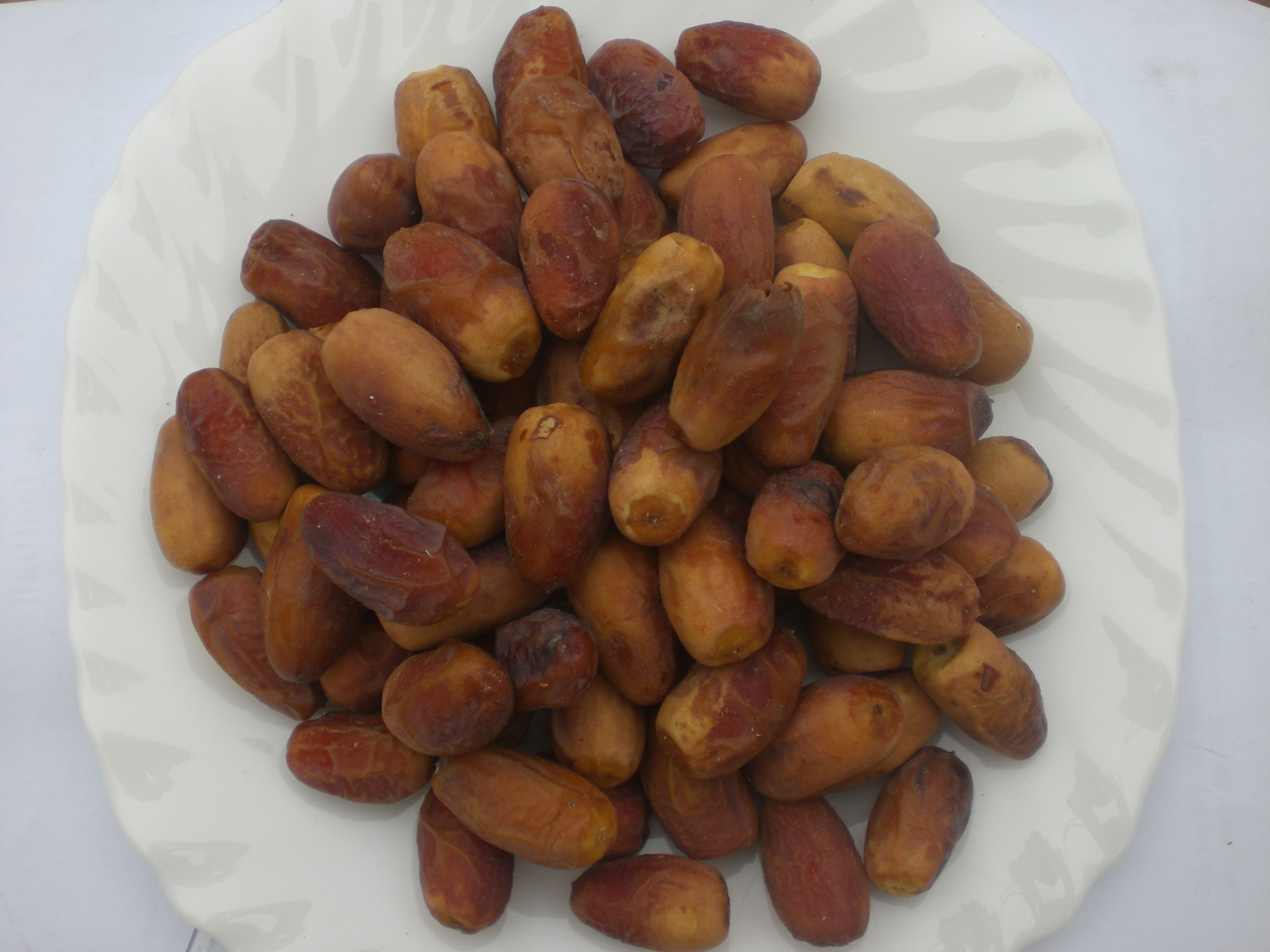
تمر أنقو

أنقو هو أحد أنواع التمور التونسية، وتنتجه واحات بلاد الجريد بينما هو غير معروف في واحات نفزاوة. هذا التمر يشبه تمر الكنتيشي من حيث صغر الحجم إذ لا يتعدى طوله 3 صم، وكذا من حيث جفافه، بما يسهل نقله ليباع في الأسواق التونسية. كما يشبهه من حيث ثمنه إذ بيع الكلغ الواحد من كليهما في أواخر سبتمبر 2008 بدينار واحد مقابل ما يقرب من أربعة دنانير بالنسبة للدقلة.

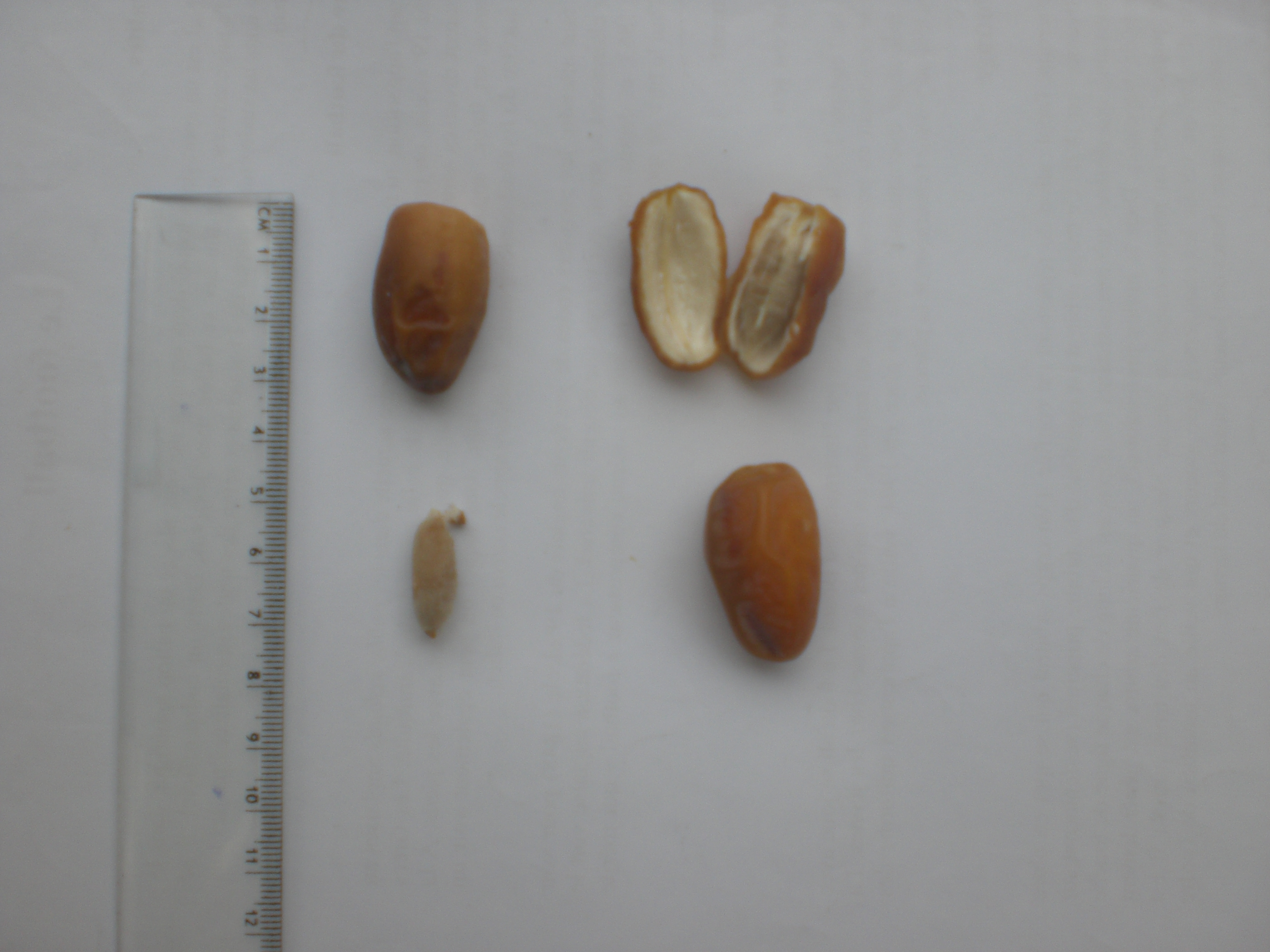
تمر أنقو: الثمرة والنواة